# Walter de Gruyter

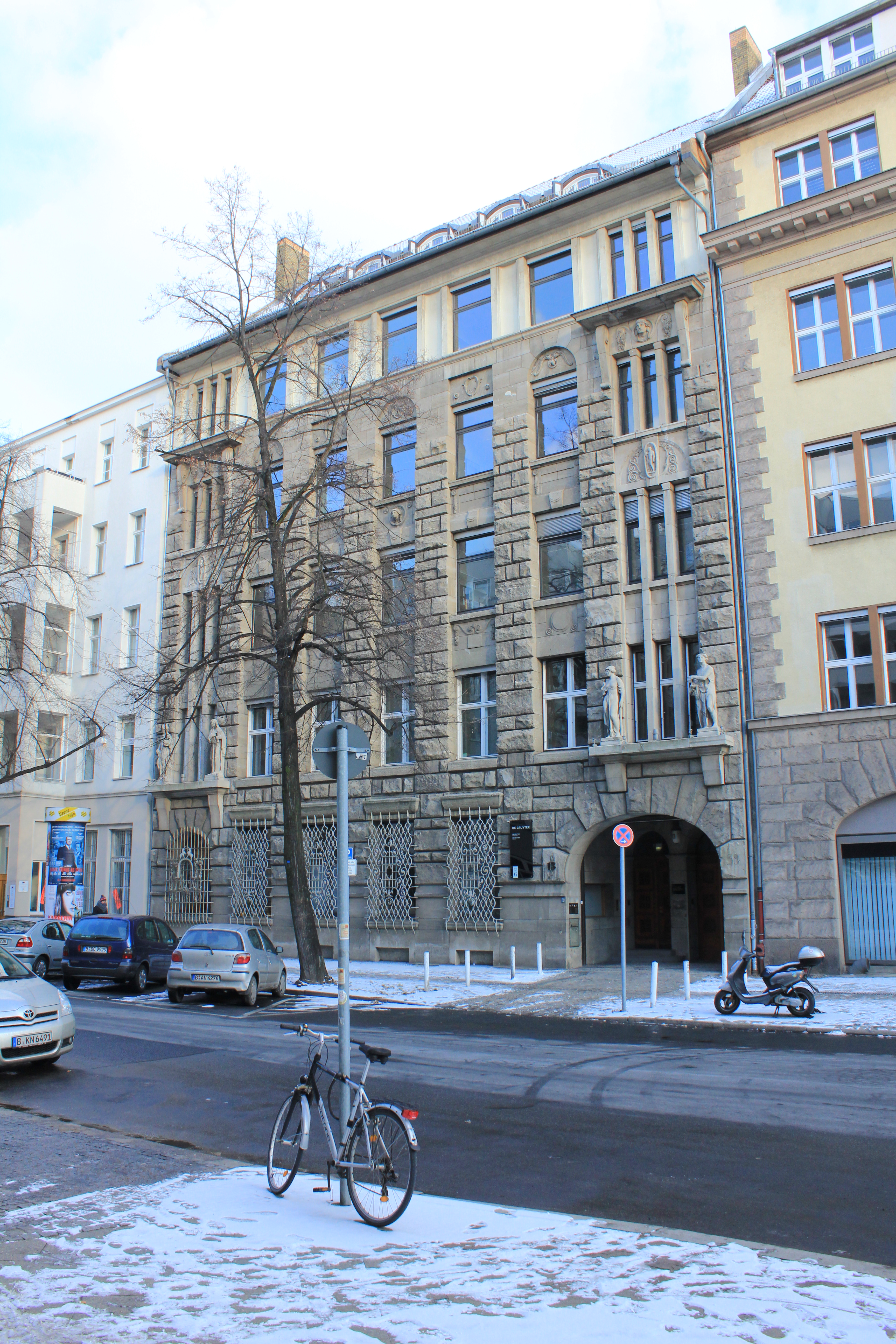
Sede de Walter de Gruyter en Berlín

Walter de Gruyter GmbH, o simplemente, De Gruyter (pronunciación en alemán: /ˈɡʁɔʏ̯tɐ/), es una editorial especializada en literatura académica.

## Historia
La compañía tiene sus orígenes en la librería de la Königliche Realschule de Berlín, a la cual el rey Federico II el Grande había otorgado el privilegio real de imprimir libros en 1749. En 1801, Georg Reimer se hizo cargo de la tienda. En 1919, Walter de Gruyter (1862-1923) la fusionó con otras cuatro editoriales en la compañía que luego se convertiría en Verlag Walter de Gruyter & Co. en 1923, y Walter de Gruyter GmbH en 2012.
De Gruyter mantiene oficinas en todo el mundo, en Berlín, Basilea, Boston, Múnich, Pekín, Varsovia y Viena.
En 2018, De Gruyter Open se relanzó como Sciendo.
De Gruyter es uno de los trece editores que participa en el piloto Knowledge Unlatched, un consorcio de bibliotecas globales para financiar monografías de acceso abierto.

## Publicaciones destacadas
- Entre 2008 y 2015, a encargo de la Universidad Técnica de Berlín, Walter de Gruyter llevó a cabo la publicación de una de las obras alemanas sobre antisemitismo más extensas, una recopilación de temas en 8 volúmenes bajo el nombre Handbuch des Antisemitismus (Manual del antisemitismo).[6]

## Adquisiciones
Diversos sellos editoriales se han convertido en parte de De Gruyter:
- De Gruyter Mouton/De Gruyter Saur (anteriormente Mouton de Gruyter) fue comprada por De Gruyter en 1977. Originalmente conocida como Mouton Publishers y tenía su sede en La Haya. Se especializa en el campo de la lingüística y publica revistas académicas, monografías de investigación, obras de referencia, publicaciones multimedia y bibliografías.[7]
- K. G. Saur Verlag, con sede en Múnich, fue adquirida en 2006 y conserva el pie de imprenta De Gruyter Saur. Se especializa en información de referencia para bibliotecas.[8]
- Berkeley Electronic Press fue adquirida por De Gruyter en 2011.[9]
- Birkhäuser después de solicitar la protección por quiebra en 2012, fue adquirido por De Gruyter.[10]
- En 2012, De Gruyter también adquirió la editorial de acceso abierto Versita.[11] Desde 2014, Versita está completamente integrado en la editora De Gruyter Open, que también alberga varias llamadas mega revistas y un blog OpenScience[12] sobre acceso abierto en la academia, como reflejo de la creciente popularidad global del acceso abierto entre investigadores e instituciones académicas.[13]
- En 2013, De Gruyter compró dos editoriales académicas de Cornelsen Verlag: Oldenbourg Wissenschaftsverlag y Akademie Verlag.[14]